# Oecetis complexa
Oecetis complexa là một loài Trichoptera trong họ Leptoceridae. Chúng phân bố ở miền Australasia.